# RideLondon Classic 2016
De vijfde editie van de wielerwedstrijd RideLondon Classic, met start en finish in Londen, werd gehouden op 31 juli 2016. De wedstrijd maakte deel uit van de UCI Europe Tour 2016, in de categorie 1.HC. In 2015 won de Luxemburger Jempy Drucker. Deze editie werd gewonnen door Tom Boonen.

## Uitslag
| Plaats  | Naam             | Ploeg                 | Tijd     |
| ------- | ---------------- | --------------------- | -------- |
| Winnaar | Tom Boonen       | Etixx-Quick-Step      | 4u43'56" |
| 2       | Mark Renshaw     | Team Dimension Data   | z.t.     |
| 3       | Michael Matthews | Orica-BikeExchange    | z.t.     |
| 4       | Jens Debusschere | Lotto-Soudal          | z.t.     |
| 5       | Jarosław Marycz  | CCC Sprandi Polkowice | z.t.     |
| 6       | Paolo Simion     | Bardiani-CSF          | z.t.     |
| 7       | Floris Gerts     | BMC Racing Team       | z.t.     |
| 8       | Tobyn Horton     | Madison Genesis       | z.t.     |
| 9       | Steele Von Hoff  | ONE Pro Cycling       | z.t.     |
| 10      | Mark McNally     | Wanty-Groupe Gobert   | z.t.     |

## Vrouwen
Op 30 juli werd de vierde editie van de vrouwenwedstrijd verreden. Vanaf deze editie behoort de wedstrijd tot de UCI Women's World Tour en werd het prijzengeld gelijkgesteld aan dat van de mannen (€100.000 in totaal en €25.000 voor de winnares), dat bij de vrouwen een recordbedrag is. Titelverdedigster was de Italiaanse Barbara Guarischi. Deze editie werd gewonnen door Kirsten Wild.
Uitslag
| Plaats  | Naam                      | Ploeg                  | Tijd     |
| ------- | ------------------------- | ---------------------- | -------- |
| Winnaar | Kirsten Wild              | Hitec Products         | 1u28'12" |
| 2       | Nina Kessler              | Lensworld.eu - Zannata | z.t.     |
| 3       | Leah Kirchmann            | Liv-Plantur            | z.t.     |
| 4       | Lucinda Brand             | Rabo-Liv               | z.t.     |
| 5       | Maria Giulia Confalonieri | Lensworld.eu - Zannata | z.t.     |
| 6       | Joëlle Numainville        | Cervélo-Bigla          | z.t.     |
| 7       | Anouska Koster            | Rabo-Liv               | z.t.     |
| 8       | Carmen Small              | Cylance                | z.t.     |
| 9       | Hannah Barnes             | Canyon-SRAM            | z.t.     |
| 10      | Alice Barnes              | Drops Cycling Team     | z.t.     |

2011 · 
2012 (Olympische wegrit mannen / vrouwen) · 
2013 · 
2014 · 
2015 · 
2016 · 
2017 · 
2018 · 
2019 · 
2020 · 
2021 · 
2022 · 2023 · 2024
 Strade Bianche ·
 Ronde van Drenthe ·
 Trofeo Alfredo Binda-Comune di Cittiglio ·
 Gent-Wevelgem ·
 Ronde van Vlaanderen ·
 Waalse Pijl ·
 Ronde van Chongming ·
 Ronde van Californië ·
 Philadelphia International Cycling Classic ·
 The Women's Tour ·
 Ronde van Italië voor vrouwen ·
 La Course by Le Tour de France ·
 RideLondon Classic ·
 Open de Suède Vårgårda ·
 Bretagne Classic ·
 La Madrid Challenge by La Vuelta
Etappewedstrijden

 Ster van Bessèges · 
 Ronde van Valencia · 
 La Méditerranéenne · 
 Ronde van de Algarve · 
 Ruta del Sol · 
 Ronde van de Haut-Var · 
 Ronde van de Provence · 
 Driedaagse van West-Vlaanderen · 
 Internationale Wielerweek · 
 Internationaal Wegcriterium · 
 Driedaagse van De Panne-Koksijde · 
 Ronde van de Sarthe · 
 Ronde van Castilië en León · 
 Ronde van Trentino · 
 Ronde van Kroatië · 
 Ronde van Turkije · 
 Ronde van Yorkshire · 
 Ronde van Asturië · 
 Ronde van Azerbeidzjan · 
 Vierdaagse van Duinkerke · 
 Ronde van Madrid · 
 Ronde van Picardië · 
 Ronde van Cova da Beira · 
 Ronde van Noorwegen · 
 World Ports Classic · 
 Ronde van België · 
 Ronde van Estland · 
 Ronde van Luxemburg · 
 Boucles de la Mayenne · 
 Ster ZLM Toer · 
 Ronde van Slovenië · 
 Ronde van Oostenrijk · 
 Sibiu Cycling Tour · 
 Ronde van Rhône Alpes-Valromey · 
 Ronde van Wallonië · 
 Ronde van Denemarken · 
 Ronde van Portugal · 
 Ronde van Burgos · 
 Ronde van Gévaudan Languedoc-Roussillon · 
 Ronde van de Ain · 
 Ronde van Tsjechië · 
 Arctic Race of Norway · 
 Ronde van de Limousin · 
 Ronde van Poitou-Charentes · 
 Tour des Fjords · 
 Ronde van Groot-Brittannië · 
 Ronde van Toscane · 
 Eurométropole Tour
Eendaagse wedstrijden

 Trofeo Felanitx-Ses Salines-Campos-Porreres · 
 Trofeo Pollença-Port de Andratx · 
 Trofeo Serra de Tramuntana · 
 Trofeo Playa de Palma-Palma · 
 GP La Marseillaise · 
 Grote Prijs van de Etruskische Kust · 
 Ronde van Murcia · 
 Clásica de Almería · 
 Trofeo Laigueglia · 
 Omloop Het Nieuwsblad · 
 Classic Sud Ardèche · 
 GP Lugano · 
 Kuurne-Brussel-Kuurne · 
 La Drôme Classic · 
 Le Samyn · 
 Strade Bianche · 
 GP Industria & Artigianato · 
 Ronde van Drenthe · 
 Nokere Koerse · 
 GP Nobili Rubinetterie · 
 Handzame Classic · 
 Classic Loire-Atlantique · 
 Grote Prijs van Cholet-Pays de Loire · 
 Dwars door Vlaanderen · 
 Route Adélie de Vitré · 
 Grote Prijs Miguel Indurain · 
 Volta Limburg Classic · 
 Ronde van La Rioja · 
 Parijs-Camembert · 
 Scheldeprijs · 
 Klasika Primavera · 
 Brabantse Pijl · 
 GP Denain · 
 Ronde van de Finistère · 
 Ronde van de Apennijnen · 
 Tro-Bro Léon · 
 La Roue Tourangelle · 
 Rund um den Finanzplatz Eschborn-Frankfurt · 
 Velothon Wales · 
 Grote Prijs van de Somme · 
 Grote Prijs van Plumelec · 
 Boucles de l'Aulne  · 
 Velothon Berlin · 
 GP Kanton Aargau · 
 Ronde van Keulen · 
 Ronde van Limburg · 
 Velothon Copenhagen · 
 Halle-Ingooigem · 
 GP Cerami · 
 Velothon Stuttgart · 
 Prueba Villafranca de Ordizia · 
 Rad am Ring · 
 Circuito de Getxo · 
 RideLondon Classic · 
 Polynormande · 
 Dwars door het Hageland · 
 Arnhem-Veenendaal Classic · 
 GP Jef Scherens · 
 GP Stad Zottegem · 
 Druivenkoers Overijse · 
 Schaal Sels · 
 Brussels Cycling Classic · 
 GP Fourmies · 
 Velothon Stockholm · 
 Ronde van de Doubs · 
 GP van Wallonië · 
 Coppa Bernocchi · 
 Coppa Agostoni · 
 Kampioenschap van Vlaanderen · 
 Grote Prijs Impanis-Van Petegem · 
 Memorial Marco Pantani · 
 GP van Isbergues · 
 GP Industria & Commercio di Prato · 
 Coppa Sabatini · 
 Ronde van Emilia · 
 Duo Normand · 
 GP Beghelli · 
 Ronde van de Drie Valleien · 
 Milaan-Turijn · 
 Ronde van Piemonte · 
 Ronde van de Vendée · 
 Ronde van het Münsterland · 
 Binche-Chimay-Binche · 
 Parijs-Bourges · 
 Parijs-Tours · 
 Nationale Sluitingsprijs